# تخلیه مصدوم

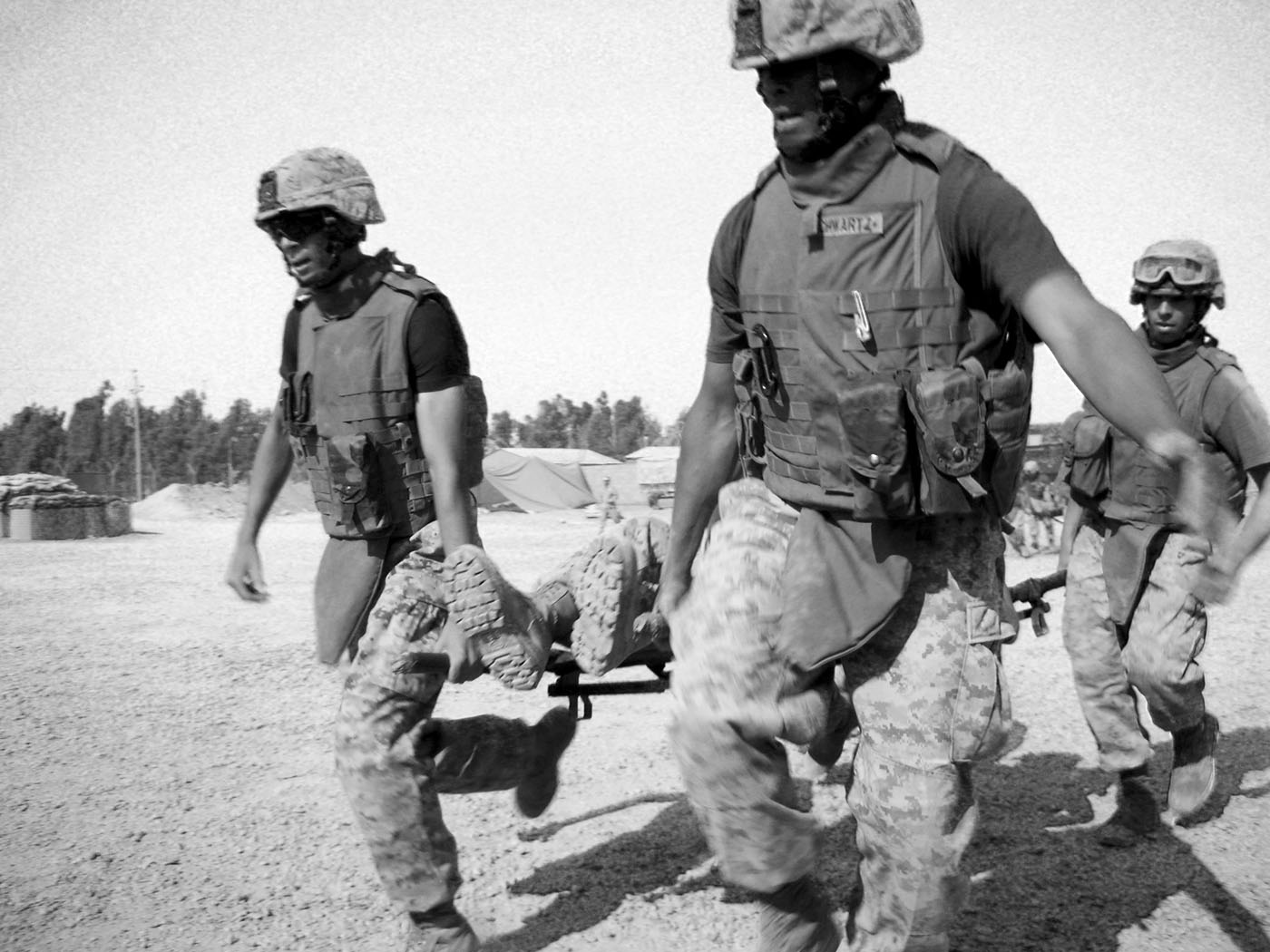
تفنگداران دریایی آمریکا در سال ۲۰۰۶ یک بیمار غیر سرپایی را از طریق «بستر» به خارج از فلوجه منتقل می‌کنند.

تخلیه مصدم (انگلیسی: Casualty evacuation یا CASEVAC)، یک اصطلاح نظامی برای تخلیه اضطراری مصدومان از یک منطقه جنگی است. تخلیه مصدوم را می‌توان هم از طریق زمین و هم از طریق هوا انجام داد. "DUSTOFF" علامت تماس مخصوص واحدهای آمبولانس هوایی ارتش آمریکا است. امروزه عملیاتهای تخلیه مصدوم هوایی تقریباً به‌طور انحصاری توسط بالگرد انجام می‌شود، روشی که در مقیاس کوچک در اواخر جنگ جهانی دوم آغاز شد. قبل از آن از هواپیماهای برخاست و فرود کوتاه مانند فیزلر فی ۱۵۶ یا پایپر جی-۳ کاب استفاده می‌شد.